# Besondere Einrichtung
Der Begriff Besondere Einrichtungen steht für eine Entgeltform innerhalb der deutschen Krankenhausfinanzierung und gilt für Krankenhäuser, räumlich getrennte Fachbereiche von Krankenhäusern oder Fachkrankenhäuser, die wegen einer Häufung von schwerkranken Patienten oder aus medizinischen Gründen der Versorgungsstruktur mit dem DRG-Fallpauschalen-Katalog nicht sachgerecht vergütet werden können.

## Zulassungsverfahren
Die Selbstverwaltung im Gesundheitswesen, die Krankenkassen – sowohl gesetzliche als auch private – verhandeln mit der Deutschen Krankenhausgesellschaft als Dachverband der Krankenhausträger, wer als besondere Einrichtung zugelassen wird und welche medizinische Indikationen, zum Teil auf ICD-Ebene, zugrunde liegen. Die Patienten erhalten in den Besonderen Einrichtungen eine sachgerechte, auf den persönlichen Bedarf ausgerichtete, auch längerfristige medizinische Versorgung von multiprofessionellen Teams. Es gibt auch erfolgreiche Petitionen von Patienten und Krankenhauspersonal gegen die Unterfinanzierung durch Fallpauschalen.

### Festgeschriebene medizinische Indikationen
- Palliativ-Hospizversorgung
- Kinderkrankheiten (selbstständige Einrichtung)
- Kinder- und Jugend-Rheumatologie
- Tropenerkrankungen
- Multiple Sklerose
- Morbus Parkinson
- Epilepsie
- spezialisierte Notfallversorgung

### Finanzierung
Die Besonderen Einrichtungen werden gemäß § 17b Abs. 1 Satz 15 KHG zeitlich befristet (jedes Jahr) aus dem DRG-Vergütungssystem herausgenommen. 

### Gestuftes System von Notfallstrukturen in Krankenhäusern
Für jede Stufe der stationären Notfallversorgung hat der G-BA Mindestanforderungen festzulegen, insbesondere zu
- der Art und der Anzahl von Fachabteilungen,
- der Anzahl und der Qualifikation des vorzuhaltenden Fachpersonals sowie
- dem zeitlichen Umfang der Bereitstellung von Notfallleistungen

differenziert festzulegen. Die Regelungen des G-BA berücksichtigen auch spezielle Notfallversorgungsangebote wie die Kindernotfallversorgung, die Schwerverletztenversorgung in Traumazentren, die Versorgung von Schlaganfällen sowie die Versorgung von Durchblutungsstörungen am Herzen. Zudem haben die Krankenhausplanungsbehörden der Bundesländer in Sonderfällen – beispielsweise bei regionalen Besonderheiten – die Möglichkeit, weitere Krankenhäuser als Spezialversorger auszuweisen. Diese erhalten den Status als besondere Einrichtungen und nehmen budgetneutral an der Notfallversorgung teil.

## Geschichte
Nachdem für die Jahre 2004 und 2005 die Bestimmungen zu Besonderen Einrichtungen im Wege der Ersatzvornahme per Verordnung durch das Bundesministerium für Gesundheit festgelegt wurden, konnten sich die Selbstverwaltungspartner für die Jahre 2006 bis 2018 auf dem Verhandlungsweg einigen (Vereinbarung zur Bestimmung von Besonderen Einrichtungen – VBE).
Erweiterung: Neben redaktionellen Anpassungen wurden in der VBE 2016 insbesondere durch das Hospiz- und Palliativgesetz (HPG) die Änderungen des § 17b Abs. 1 Satz 15 des KHG umgesetzt. Da das HPG am 8. Dezember 2015 in Kraft getreten ist, ist dieses Datum auch das Vereinbarungsdatum der VBE 2016.

### Weitere Entwicklung der Besonderen Einrichtungen in der Diskussion um die Fallpauschalen
- Der GKV-Spitzenverband, Berlin und
- der Verband der Privaten Krankenversicherung, Köln
 – gemeinsam –
 vereinbaren mit der
- Deutschen Krankenhausgesellschaft, Berlin

(1) Zur Unterstützung einer sachgerechten Weiterentwicklung des DRG-Vergütungssystems auf Bundesebene übermitteln die Krankenkassen, die Vertragsparteien nach § 11 des Krankenhausentgeltgesetzes sind, für eine besondere Einrichtung unverzüglich nach der entsprechenden Budgetvereinbarung folgende Informationen an das DRG-Institut der Selbstverwaltungspartner nach § 17b Abs. 2 des Krankenhausfinanzierungsgesetzes:
1. die nach § 6 Abs. 3 Satz 3 und 4 des Krankenhausentgeltgesetzes in Verbindung mit § 17 Abs. 4 der Bundespflegesatzverordnung in der am 31. Dezember geltenden Fassung vorzulegenden Verhandlungsunterlagen,
2. eine Beschreibung der Einrichtung nach Strukturmerkmalen, Versorgungsauftrag, den zu behandelnden Patienten und Patientinnen sowie eine Begründung für die Ausnahme aus dem DRG-Vergütungssystem,
3. den Nachweis der Besonderheit der Einrichtung nach § 2,
4. Art, Höhe und Anzahl der vereinbarten Entgelte sowie
5. auf Grund welcher, deutlich höherer Kosten die Leistungen der Einrichtung mit der Erlössumme aus den Fallpauschalen, den zusätzlichen Erlösen für langliegende Patienten und Patientinnen und den Zusatzentgelten nicht sachgerecht vergütet werden. 2Das Krankenhaus übermittelt zeitgleich an das DRG-Institut die Datensätze nach § 21 des Krankenhausentgeltgesetzes für das Krankenhaus und im Falle des § 1 Abs. 3 bis 5 gesondert für die besondere Einrichtung, soweit es nicht nach Absatz 2 Satz 2 von der Lieferung befreit wird.

### Aktualisierung 2024/2025  - Reform der Vergütungsstrukturen (KHVVG)
Die besonderen Einrichtungen sind von den Vertragsparteien auf Bundesebene gemäß § 17b Absatz 2 KHG jährlich zu vereinbaren. Alle Beschlüsse des Gemeinsamen Bundesausschusses zu Qualitätssicherung und Krankenhausplanung werden aktuell auf der Seite des GKV-Spitzenverbandes öffentlich zur Verfügung gestellt.
Die Vertragsparteien haben sich darauf verständigt, die VBE 2024 für das Jahr 2025 fortzuschreiben und lediglich redaktionell anzupassen. Diese Vereinbarung tritt am 1. Januar 2025 in Kraft und mit Ablauf des 31. Dezember 2025 außer Kraft. Sollte das Gesetz zur Verbesserung der Versorgungsqualität im Krankenhaus und zur Reform der Vergütungsstrukturen (KHVVG) nach Inkrafttreten eine Anpassung für das Jahr 2025 erfordern, nehmen die Vertragsparteien unverzüglich Verhandlungen über eine Änderungsvereinbarung auf. 
Kritik:
Privatklinik(en) sind dabei wieder nicht berücksichtigt worden. Insbesondere Kinderkliniken beklagen, dass die 300 Millionen Zusatz Budget beim Träger aber nicht in der Versorgung ankommen.
Die Fortschreibung 2025 ist hier als PDF abrufbar.